# Cantorova funkce
Cantorova funkce je speciální příklad funkce, která má neintuitivní vlastnosti. Je spojitá (dokonce i stejnoměrně spojitá), ale není absolutně spojitá a na mnoha úsecích je konstantní, takže je její derivace nulová téměř všude, avšak její celková změna je nenulová. Je pojmenována po Georgi Cantorovi.

## Definice
Cantorova funkce c : [0;1]→[0;1] je definována následujícím postupem:
Číslo x se zapíše v trojkové soustavě, přičemž se vyhne zápisu obsahujícímu jedničky. (Rozdíl se projeví v případě, kdy rozvoj čísla končí na 022222…=100000… nebo 200000…=122222….) První jedničku v zápisu lze nahradit dvojkou a vše za ní nahradit nulami. Pokud se v zápisu čísla žádná jednička nevyskytuje, tento krok se přeskočí. Všechny dvojky se nahradí jedničkami. Výsledek se interpretuje jako číslo v binární soustavě. Tento výsledek je hodnota c(x). 
Příklad:
- 1/4  se zapíše v trojkové soustavě jako 0,02020202...; nejsou zde žádné jedničky k nahrazení, takže se rovnou přepíše dle dalšího kroku na 0,01010101...; toto (přečteno jako číslo dvojkové soustavy) se rovná 1/3. c(1/4) = 1/3.
- 1/5 se zapíše jako 0,01210121...; první jednička se přepíše za dvojku a vše za ní se přepíše nulami,  získá se číslo 0.02000000...; dále se promění na 0,01000000...; čte se jako 1/4. c(1/5) = 1/4.

(Na obrázku lze vidět výslednou funkci).

## Vlastnosti
- Cantorova funkce je spojitá na celém intervalu [0;1].
- Tato funkce zobrazuje interval [0;1] na interval [0;1].
- Derivace Cantorovy funkce je rovna nule téměř v každém bodě jejího definičního oboru.
- Funkce je spojitá, dokonce stejnoměrně spojitá, avšak není absolutně spojitá.
- Cantorova funkce nemá derivaci v žádném bodě Cantorova diskontinua.
- Funkce je konstantní na intervalech tvaru (0,x1x2x3...xn022222...; 0,x1x2x3...xn200000...). Každý bod, který nepatří do Cantorova diskontinua, leží v jednom z těchto intervalů, přičemž derivace funkce v těchto bodech je

## Jiná definice
Posloupnost funkcí fn na intervalu [0;1] je definována následujícím způsobem:
- f0(x) = x
- Funkce fn+1(x) je definována rekurentně pomocí fn(x) následovně:
  - fn+1(x) = 0,5 fn(3x) pokud 0 ≤ x ≤ 1/3.
  - fn+1(x) = 0,5 pokud 1/3 ≤ x ≤ 2/3.
  - fn+1(x) = 0,5 + 0.5 fn(3 (x − 2/3)) pokud 2/3 ≤ x ≤ 1.

Takto definovaná posloupnost funkcí konverguje k Cantorově funkci. Lze si všimnout, že volba počáteční funkce není rozhodující, pokud je funkce omezená a splňuje podmínky f0(0)=0 a f0(1)=1.